# TK-Elevator-Testturm
TK-Elevator-Testturm – wieża w Rottweil, w Badenii-Wirtembergii, w Niemczech służąca do testowania wind dużych prędkości. Należy do TK Elevator (znanego wcześniej jako ThyssenKrupp Elevator). Jej wysokość wynosi 246 m, a na wysokości 232 m znajduje się taras widokowy, który jest najwyżej położonym tego typu obiektem w Niemczech.
Pierwotnie planowano wybudować wieżę w dolinie Neckaru. Jednak po wykonaniu badań geologicznych i prób wiertniczych w lipcu 2013 r. okazało się to niemożliwe. Dlatego we wrześniu 2013 roku ThyssenKrupp zaproponował obszar Berner Feld około półtora kilometra na północ od centrum miasta Rottweil.
Po wieloetapowej procedurze przetargowej podjęto decyzję o wyborze architektów i wykonawców. Budynek został zaprojektowany przez architektów Helmuta Jahna i Wernera Sobka, którzy zaprezentowali swój projekt 11 kwietnia 2014 roku w Rottweil.

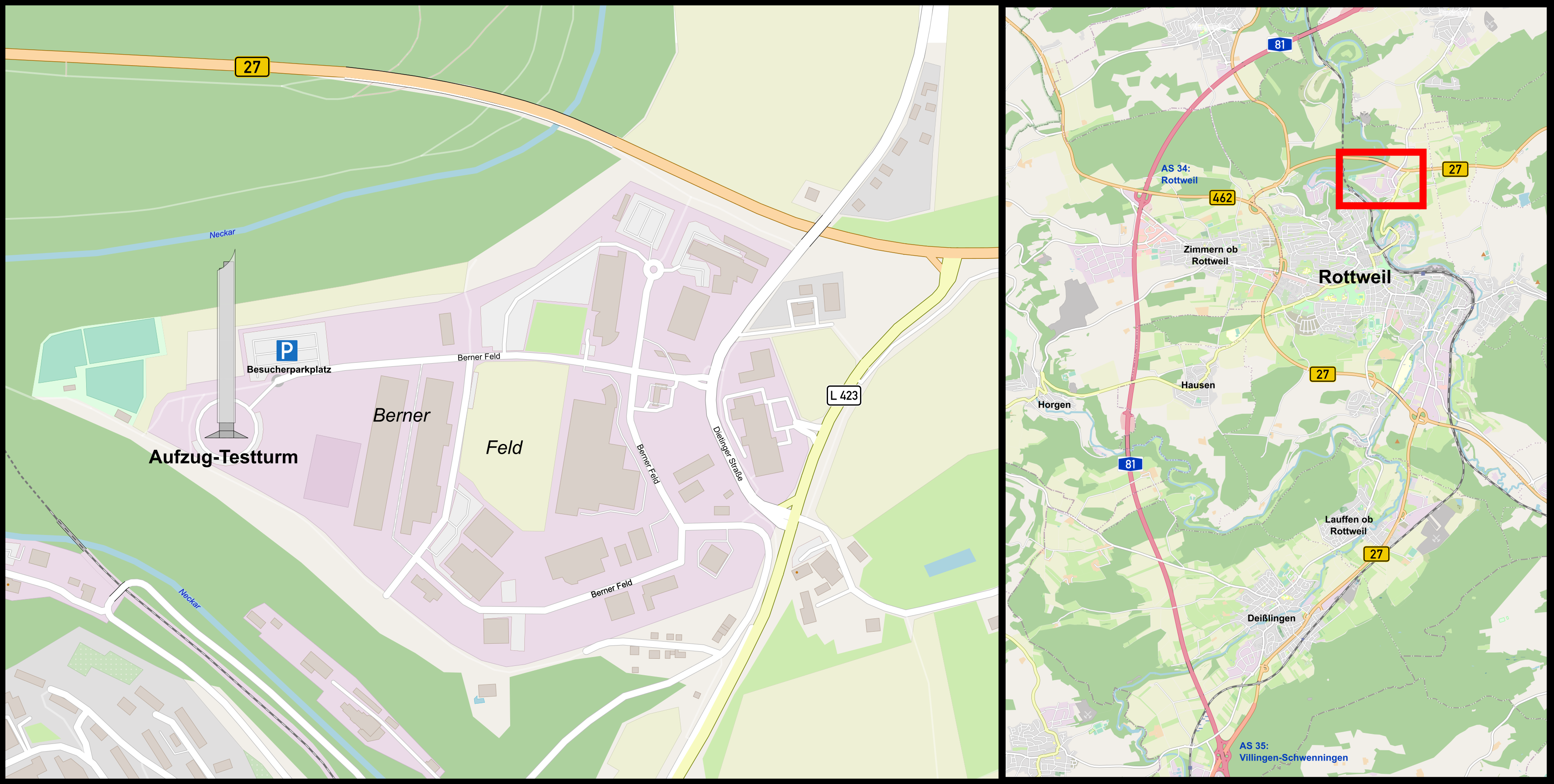
Dokładne położenie wieży na obszarze Rottweil

Taras widokowy otwarto 13 października 2017 roku.

## Przeznaczenie
W wieży są testowane i projektowane szybkie windy o prędkości do 18 m/s. Test szybkich wind jest również powodem dużej wysokości tego budynku. Aby osiągnąć odpowiednią prędkość, potrzebna jest odległość 90 metrów. Dzięki temu winda może poruszać się z pełną prędkością na dystansie od 10 do 20 metrów.
Testowane są również systemy TWIN z dwiema kabinami w tym samym szybie oraz MULTI, w którym kilka kabin windowych może poruszać się niezależnie od siebie. Stosuje się tu tę samą technikę, co w przypadku kolei magnetycznej. Zastosowanie pól magnetycznych umożliwia, oprócz pionowego ruchu kabin windy również ruch poziomy.
W wieży znajduje się łącznie dwanaście szybów windowych, z których dziewięć jest przeznaczonych do konwencjonalnej eksploatacji testowej. Trzy szyby służą testowi nowego systemu MULTI, w którym kabiny poruszają się na wysokości na dwóch połączonych ze sobą pionowych szynach. Ze względów bezpieczeństwa, nawet w wieży testowej ludzie nie mogą być przewożeni windami z systemem MULTI do czasu zatwierdzenia przez TÜV.

## Galeria

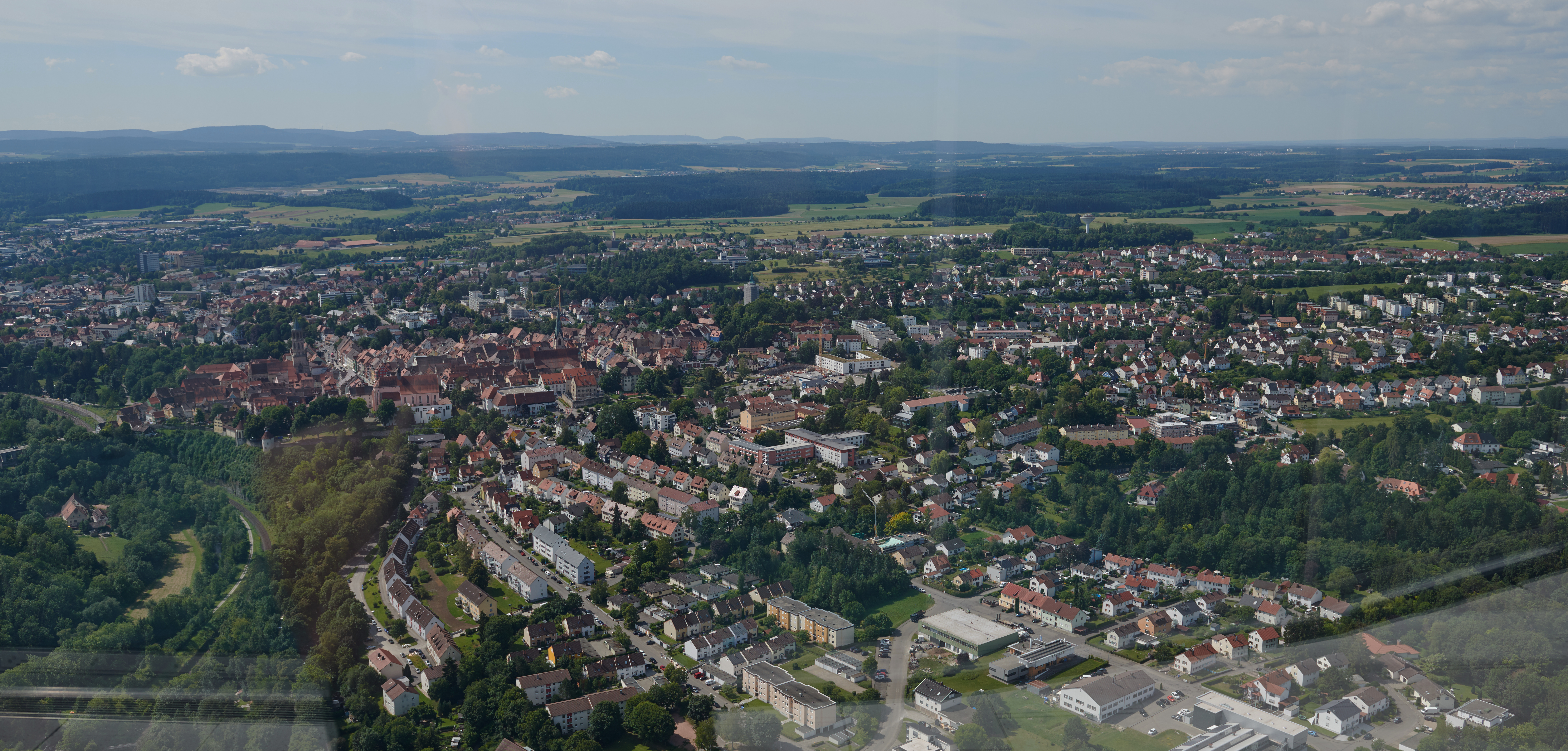
Widok z tarasu widokowego
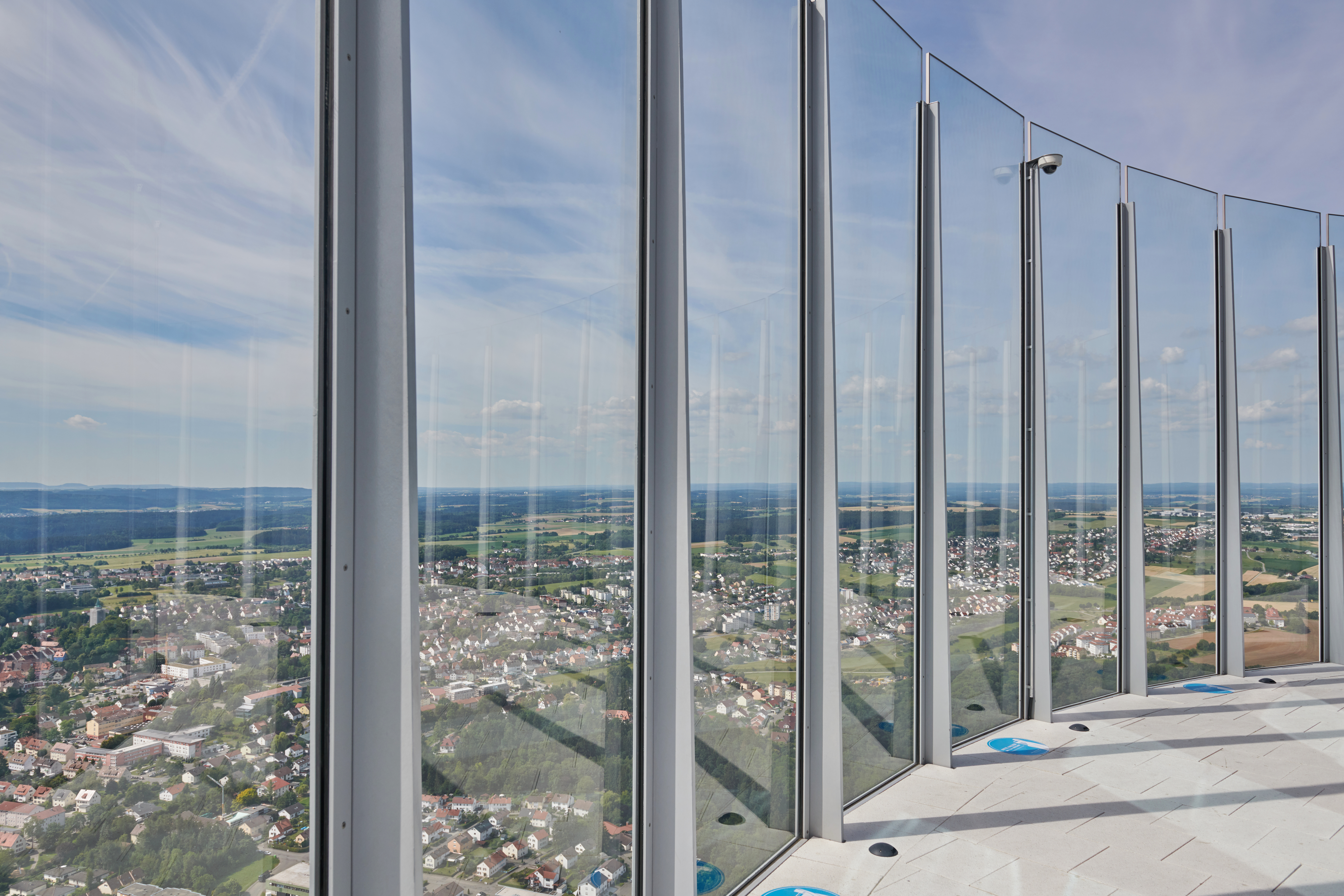
Taras widokowy
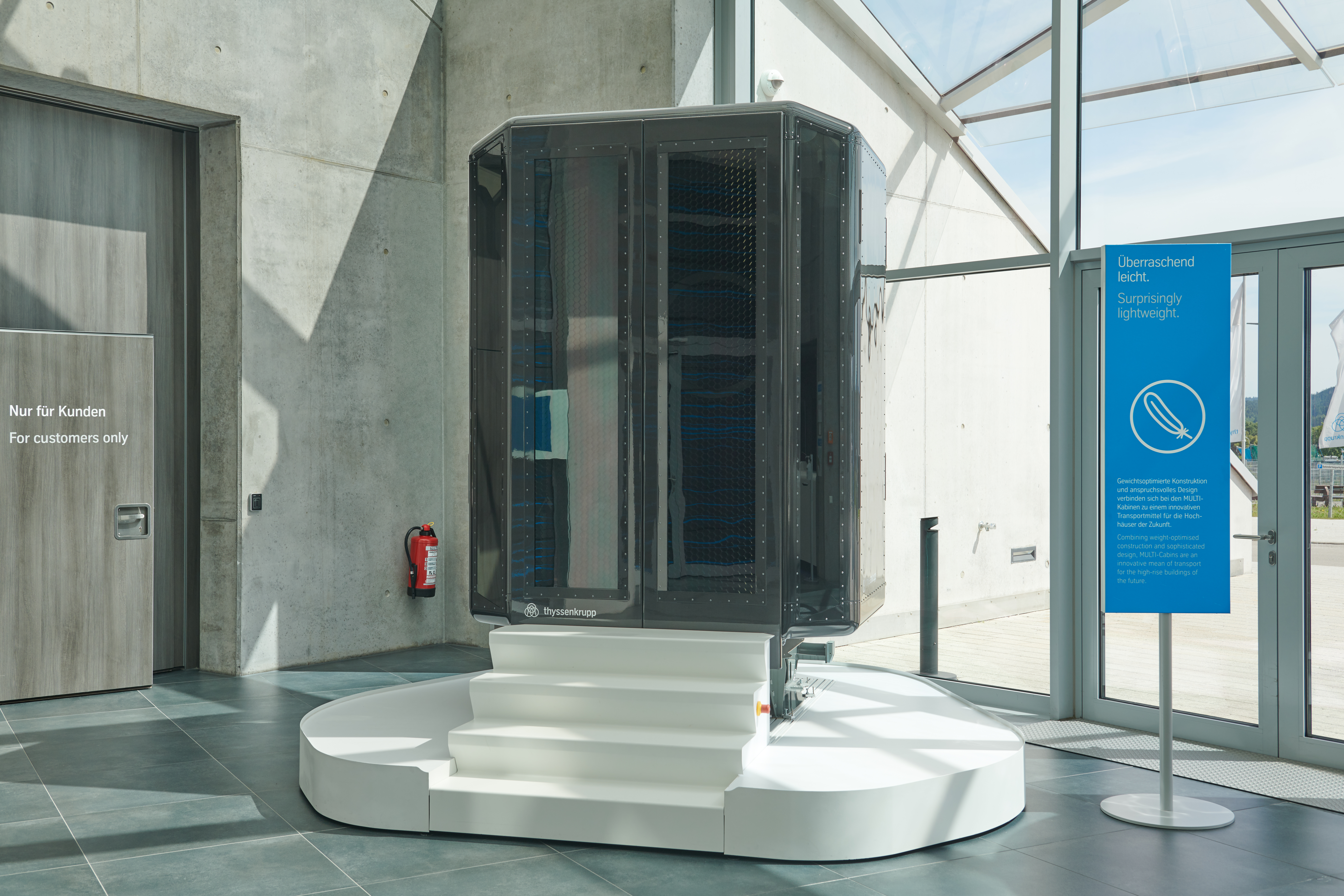
Kabina windy typu MULTI
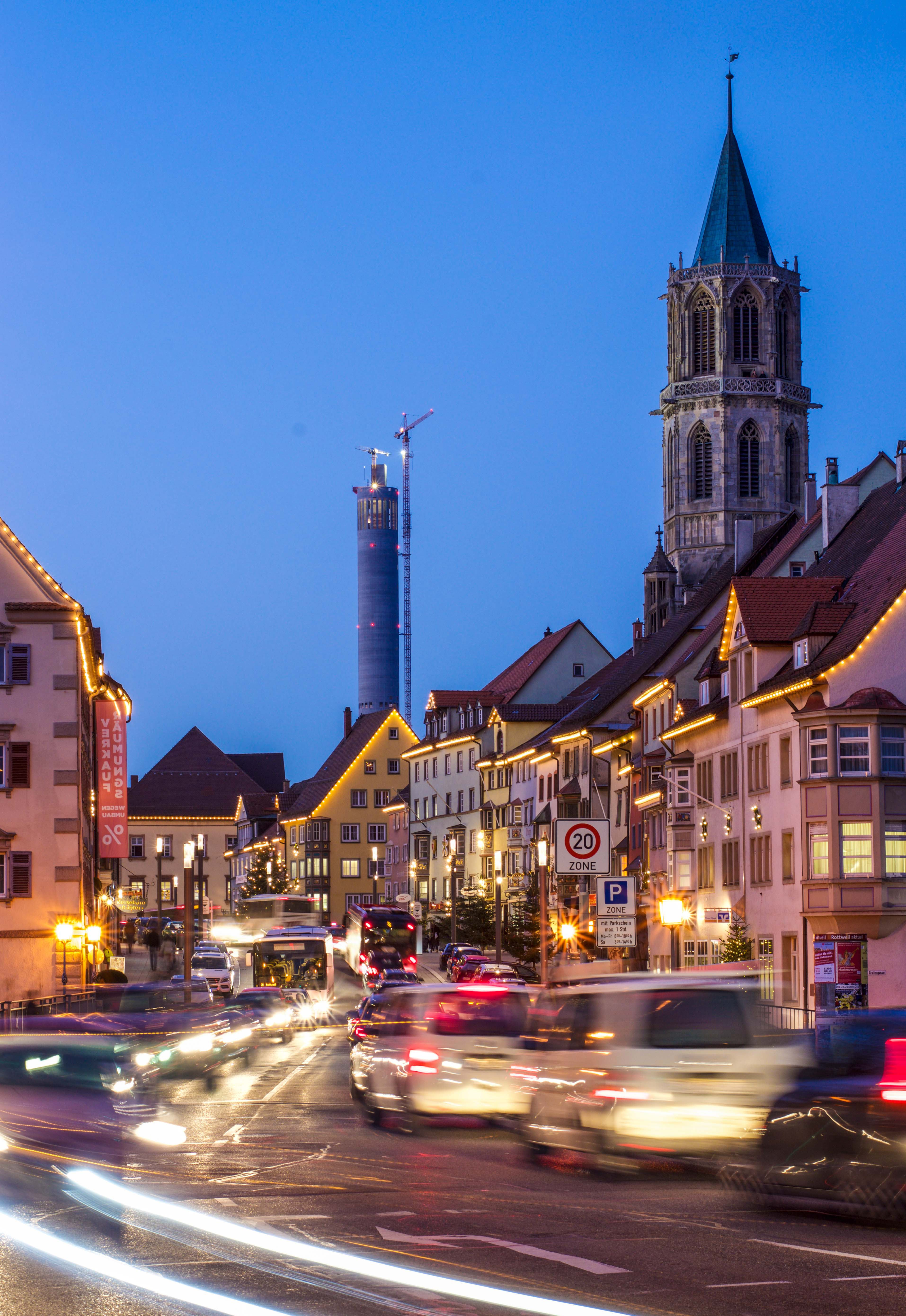
Wieża widziana ze starego miasta Rottweil